# Creediidae
Creediidae é uma família de peixes da subordem Trachinoidei,que são conhecidos como tewaras. Os tewaras são peixes de pequeno porte, que vivem enterrados na areia em praias e recifes. São nativos do Indo-Pacífico e raramente são vistos como peixes ornamentais.

## Espécies
Existem dezassete espécies em sete géneros:
- Género Apodocreedia de Beaufort, 1948
  - Apodocreedia vanderhorsti de Beaufort, 1948.
- Género Chalixodytes Schultz, 1943
  - Chalixodytes chameleontoculis Smith, 1957.
  - Chalixodytes tauensis Schultz, 1943.
- Género Creedia Ogilby, 1898
  - Creedia alleni Nelson, 1983.
  - Creedia bilineatus Shimada & Yoshino, 1987.
  - Creedia haswelli (Ramsay, 1881).
  - Creedia partimsquamigera Nelson, 1983.
- Género Crystallodytes Fowler, 1923
  - Crystallodytes cookei Fowler, 1923.
  - Crystallodytes pauciradiatus Nelson & Randall, 1985.
- Género Limnichthys Waite, 1904
  - Limnichthys donaldsoni Schultz, 1960.
  - Limnichthys fasciatus Waite, 1904.
  - Limnichthys nitidus Smith, 1958.
  - Limnichthys orientalis Yoshino, Kon & Okabe, 1999.
  - Limnichthys polyactis Nelson, 1978.
  - Limnichthys rendahli Parrott, 1958.
- Género Schizochirus Waite, 1904
  - Schizochirus insolens Waite, 1904.
- Género Tewara Griffin, 1933
  - Tewara cranwellae Griffin, 1933.